# Metasequoia
A Metasequoia a tűlevelűek (Pinopsida) osztályában a fenyőalakúak (Pinales) rendjébe sorolt a ciprusfélék (Cupressaceae) családjának nemzetsége. Mára a nemzetségnek csak egyetlen recens faja maradt fenn; ezt az alábbiakban ismertetjük.

## Származása, elterjedése
Kövületeit már régóta ismerték és ezek alapján kihalt taxonnak tartották 1943-ig, amikor egy expedíció Kínában megtalálta egyetlen fennmaradt populációját. Ezzel az ismert mamutfenyő fajok száma háromra nőtt és Észak-Amerika mellett immár Ázsiából is ismertünk ilyen fákat (Józsa).
Egyetlen természetes élőhelye meglehetősen kicsi, ám dísznövénynek immár szerte a világon ültetik.

## Rendszerezés
A nemzetségbe az alábbi 1 élő faj és 4 fosszilis faj tartozik:
- †Metasequoia disticha (Heer) Miki, 1941
- †Metasequoia foxii Stockey, Rothwell, & Falder, 2001
- kínai mamutfenyő (Metasequoia glyptostroboides) Hu & W.C. Cheng, 1948 - az egyetlen élő faj és egyben a típusfaj is
- †Metasequoia milleri
- †Metasequoia occidentalis (J.S. Newberry) Chaney[3]

## Megjelenése, felépítése
30–40 méter magasra növő fa; megjelenése a mocsárciprusokéra (Taxodium spp.) emlékeztet. Koronája karcsú kúp alakú. Szürkészöld tűlevelei kétoldalt nőnek a törpehajtásokon. Gömb alakú tobozának átmérője 2–3 centiméter (Józsa).

## Életmódja, élőhelye
Az amerikai mamutfenyőktől eltérően lombhullató; ősszel a törpehajtások levelestől hullanak le. Télálló. Fényigényes, viszont csapadék- és szárazságtűrő, azaz a szélsőségesen nedves és szélsőségesen száraz termőhelyek kivételével jól fejlődik. Vegetatívan — nyáron zöld vagy félfás, télen fás dugványról — jól szaporítható (Józsa).

## Fordítás
- Ez a szócikk részben vagy egészben  a   Metasequoia című angol Wikipédia-szócikk ezen változatának fordításán alapul.  Az eredeti cikk szerkesztőit annak laptörténete sorolja fel. Ez a jelzés csupán a megfogalmazás eredetét és a szerzői jogokat jelzi, nem szolgál a cikkben szereplő információk forrásmegjelöléseként.